# Prolog
Prologul este partea introductivă a unei opere literare, cinematografice sau de alt fel, în care se prezintă evenimente premergătoare acțiunii sau anumite elemente care să faciliteze înțelegerea acțiunii și care să capteze interesul audienței. Își are originea în teatrul antic, în care prologul era și actorul care recita partea introductivă.

## Vezi și
- Epilog
- Prequel